# Araucarioides
Araucarioides — вимерлий рід хвойних рослин родини Araucariaceae. Типовий вид Araucarioides linearis відомий з раннього еоцену Тасманії, скам'янілості включають окремі листя (які є типовими для роду), частини хвойної шишки, а також, можливо, насіння, пов'язані з пилком Dilwynites tuberculatus. Інший вид, відомий лише з листя, Araucarioides falcata, відомий з пізньої крейди (кампанії) Нової Зеландії. Філогенетичний аналіз показує, що Araucarioides linearis тісно пов’язаний як з Agathis, так і з Wollemia, а не з Araucaria.